# Jorge Fucile
Jorge Fucile (wym. [ˈxoɾxe fuˈsile]; ur. 19 listopada 1984 roku w Montevideo) – urugwajski piłkarz występujący na pozycji bocznego obrońcy.

## Kariera klubowa
Jorge Fucile zawodową karierę rozpoczynał w 2005 roku w Liverpoolu z Montevideo. W jego barwach wystąpił w 30 spotkaniach w rozgrywkach pierwszej ligi i jego pozyskaniem zainteresowało się kilka europejskich klubów. Ostatecznie 31 sierpnia 2006 roku Fucile na jeden sezon został wypożyczony do FC Porto, gdzie początkowo był ustawiany na prawej, a później na lewej stronie defensywy. W portugalskiej Superlidze zadebiutował 22 października w zremisowanym 1:1 meczu ze Sportingiem.
Pod koniec sezonu 2006/2007 działacze "Smoków" zdecydowali się wykupić urugwajskiego gracza z Liverpoolu na stałe. W debiutanckim sezonie w barwach Porto Fucile rozegrał osiemnaście ligowych meczów i zdobył tytuł mistrza kraju. 2 lutego 2008 roku Urugwajczyk zdecydował się przedłużyć kontrakt ze swoją drużyną o kolejne pięć lat, zatem obecna umowa obowiązuje do 2012 roku. W sezonach 2007/2008 i 2008/2009 Fucile ponownie wywalczał z Porto tytuł mistrza Portugalii.
W styczniu 2012 roku, na zasadzie rocznego wypożyczenia, przeszedł do Santosu FC. Od 2013 do 2014 roku grał ponownie w FC Porto. Latem 2014 przeszedł do Club Nacional de Football.

## Kariera reprezentacyjna
W reprezentacji Urugwaju Fucile zadebiutował 24 maja 2006 roku w wygranym 2:0 pojedynku przeciwko Rumunii. Następnie wystąpił w rozgrywkach Copa América 2007, w których podopieczni Óscara Tabáreza zajęli czwarte miejsce przegrywając w meczu o brązowy medal z reprezentacją Meksyku 1:3. Na imprezie tej Fucile wystąpił w czterech spotkaniach. W 2010 razem z drużyną narodową zajął 4. miejsce w Mistrzostwach Świata w RPA, a sam na mundialu był podstawowym zawodnikiem swojego zespołu.